# Enciclopédia de Yverdon

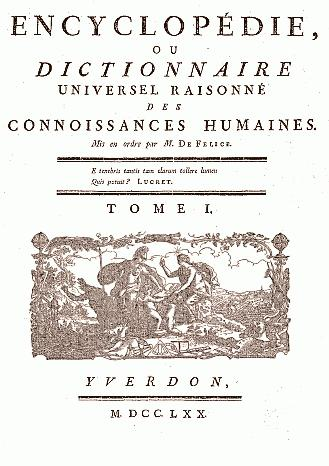
Folha de rosto do primeiro volume (1770)

A Enciclopédia de Yverdon (em francês: Encyclopédie, ou Dictionnaire universel raisonné des connaissances humaines) é uma enciclopédia compilada por Fortunato Bartolomeo de Félice e publicada em 58 volumes de 1770 a 1780 em Yverdon-les-Bains, Suíça. Ela não é tão culturalmente francesa nem tão filosoficamente cética em relação à religião quanto a obra na qual se baseia, a Enciclopédia de Diderot e d'Alembert. Devido a essas diferenças, a Enciclopédia de Yverdon ficou conhecida como a "enciclopédia protestante" e foi amplamente distribuída pelo norte da Europa.
Suas entradas sobre as leis também serviram de base para o Código da Humanidade (Code de l'Humanité), igualmente sob a direção de Félice, publicado em 1778 em Yverdon por uma sociedade de juristas e moralistas, o qual foi o primeiro dicionário europeu de direitos naturais do homem. O Código teve influência importante na cultura legal do Iluminismo e também sobre os Pais Fundadores dos Estados Unidos.

## Conteúdo
A Enciclopédia de Yverdon era revisionista em relação ao seu modelo, a Encyclopédie francesa. De Félice afirmou que a Encyclopédie continha imperfeições e ideologias devidas ao contexto político e social da época. Assim, a Enciclopédia de Yverdon incluiu quase todos os artigos da Encyclopédie, porém marcados onde se encontram reescritos, e também continha novos artigos. Ela teve sucesso em ampliar os horizontes culturais da Encyclopédie original: a Enciclopédia de Yverdon foi mais cosmopolita e contém mais informações sobre várias ciências e artes, da Europa e outros lugares.
Seus autores suíços eram protestantes que criticavam a Igreja Católica, tal como os enciclopedistas franceses; porém a Enciclopédia de Yverdon tinha tendência menos anticlerical ou militante. Tornou-se, assim, popular em círculos educados e moderados do Norte e Leste Europeu. Os autores acreditavam na compatibilidade entre fé e razão, preservando a distinção entre filosofia e teologia, e removeram elementos controversos e anticristãos da Encyclopédie parisiense. Também harmonizaram o conteúdo com o protestantismo racionalista e liberal, removendo traços de teologia católica e o tom dos philosophes.
Uma diferença notória é que a Enciclopédia de Yverdon continha um extenso material sobre psicologia, mencionando Christian Wolff, mas principalmente Charles Bonnet e Condillac como as maiores autoridades sobre o assunto. A sua entrada "Psicologia" foi escrita pelo teólogo protestante Gabriel Mingard em 1774. Em contraste, os enciclopedistas franceses haviam escrito um pequeno verbete sobre a "psychologie", eram críticos da filosofia de Wolff e não incluíam a psicologia em sua categorização do conhecimento humano, enquanto o artigo na Enciclopédia de Yverdon era expressivo e defendia a psicologia como crucial a outras ciências.
 

Diferente da escrita encontrada na Encyclopédie, Mingard realiza um procedimento sistemático na descrição das faculdades mentais, enfatizando o conceito de perfectibilidade humana, dentro de sua teleologia antropológica, contra o materialismo determinista de D'Holbach. A visão antropológica e a influência de Wolff e de autores por eles inspirados se refletem no verbete ao sustentar esta ciência na autoconsciência.  Mingard pergunta: "Que ciência ou arte merecedora de nossa atenção não tem a psicologia como fundamento, fonte e guia?"
"Somos nós mesmos que relacionamos todas as coisas, é a influência das coisas sobre nós mesmos que nos leva a aplaudi-las ou condená-las; é, portanto, a relação das coisas conosco que as torna interessantes para nós; e sem conhecimento da natureza, faculdades, qualidades, estado, relações e destino da alma humana, não podemos julgar nada, decidir nada, determinar nada, escolher nada, rejeitar nada, preferir nada e fazer nada com certeza e sem erro. A psicologia é, consequentemente, a primeira e mais útil de todas as ciências, a fonte, o princípio e o fundamento de todas elas, bem como o guia que leva a cada uma delas." —Gabriel Mignard, na entrada Psychologie [Métaphysique] da Enciclopédia de Yverdon

## Principais colaboradores
O estudioso italiano Fortunato de Félice emigrou para Berna, Suíça, em 1757 e finalmente se estabeleceu em Yverdon, Suíça, em 1762. Para promover sua enciclopédia, Félice reuniu mais de trinta colaboradores internacionais. Quinze de seus colaboradores eram suíços, doze franceses, três alemães, um italiano e um irlandês. Eles incluem:
- Jean-Henri Andrié: contribuiu com mais de 4.200 artigos sobre Geografia.
- Charles-Louis-François Andry
- Elie Bertrand
- Carlo Barletti
- Louis de Bons
- Jean-Henri-Nicolas Bouillet
- Nicolas-Maximilien Bourgeois
- Louis Claude Cadet de Gassicourt
- Alexandre César Chavannes
- Jacques-Antoine-Henri Deleuze: contribuiu com 1.030 artigos sobre botânica e história natural.
- Johann Heinrich Samuel Formey
- Henri-Sébastien Dupuy de Bordes
- Leonhard Euler
- Johann Euler
- André Ferry
- Hieronymus David Gaubius
- Mathieu-Bernard Goudin
- Gottlieb Emanuel von Haller
- Albrecht von Haller
- Samuel-Rodolphe Jeanneret
- Joseph Jérôme Lefrançois de Lalande
- Lecuyer
- Paul-Gabriel Le Preux
- Joseph Lieutaud
- Antoine Louis
- Archibald Maclaine
- Pierre-Joseph Macquer
- Gabriel Mingard
- David Perrelet
- Antoine Portal
- Johann Rudolf Sinner
- Jacob Reinhold Spielmann
- Johann Christoph Erich von Springer
- Vincent-Bernard de Tscharner
- Paul-Joseph Vallet
- Pierre-Jacques Willermoz

## A Enciclopédia de Yverdon em números
- publicada de 1770 a 1780
- 58 volumes quarto
  - 42 volumes de artigos
  - 6 volumes de artigos suplementares
  - 10 volumes de placas, com 1200 figuras
  - cerca de 37.378 páginas
- cerca de 75.000 artigos
- vendas: entre 2.500 e 3.000 cópias